# Stephanie Schiller
Stephanie Schiller (* 25. Juli 1986 in Potsdam) ist eine ehemalige deutsche Rudersportlerin.
2005 erreichte sie bei den Ruder-Weltmeisterschaften in Gifu, Nagoya (Japan) den zweiten Platz im Doppelvierer, ein Jahr später belegte sie mit Jeannine Hennicke, Magdalena Schmude und Christiane Huth den vierten Platz in dieser Bootsklasse. Wiederum im Doppelvierer gewann sie 2007 zusammen mit Britta Oppelt, Manuela Lutze und Kathrin Boron Silber bei den Ruder-Weltmeisterschaften 2007 in München sowie die Bronzemedaille bei den Olympischen Spielen in Peking.
Dafür wurde sie von Bundespräsident Köhler mit dem Silbernen Lorbeerblatt ausgezeichnet.
Mit einem neu besetzten Doppelvierer gewann sie bei den Ruder-Weltmeisterschaften 2009 die Bronzemedaille, 2010 wurde sie zusammen mit Annekatrin Thiele Europameisterin im Doppelzweier. 2011 siegte sie bei den Ruder-Weltmeisterschaften 2011 zusammen mit Julia Richter, Tina Manker und Britta Oppelt im Doppelvierer. Bei den Olympischen Spielen 2012 belegte sie zusammen mit Tina Manker den neunten Platz im Doppelzweier.
Schiller ist Studentin der Betriebswirtschaftslehre und startet für die Potsdamer RG.